# Stefanie Schulte Strathaus

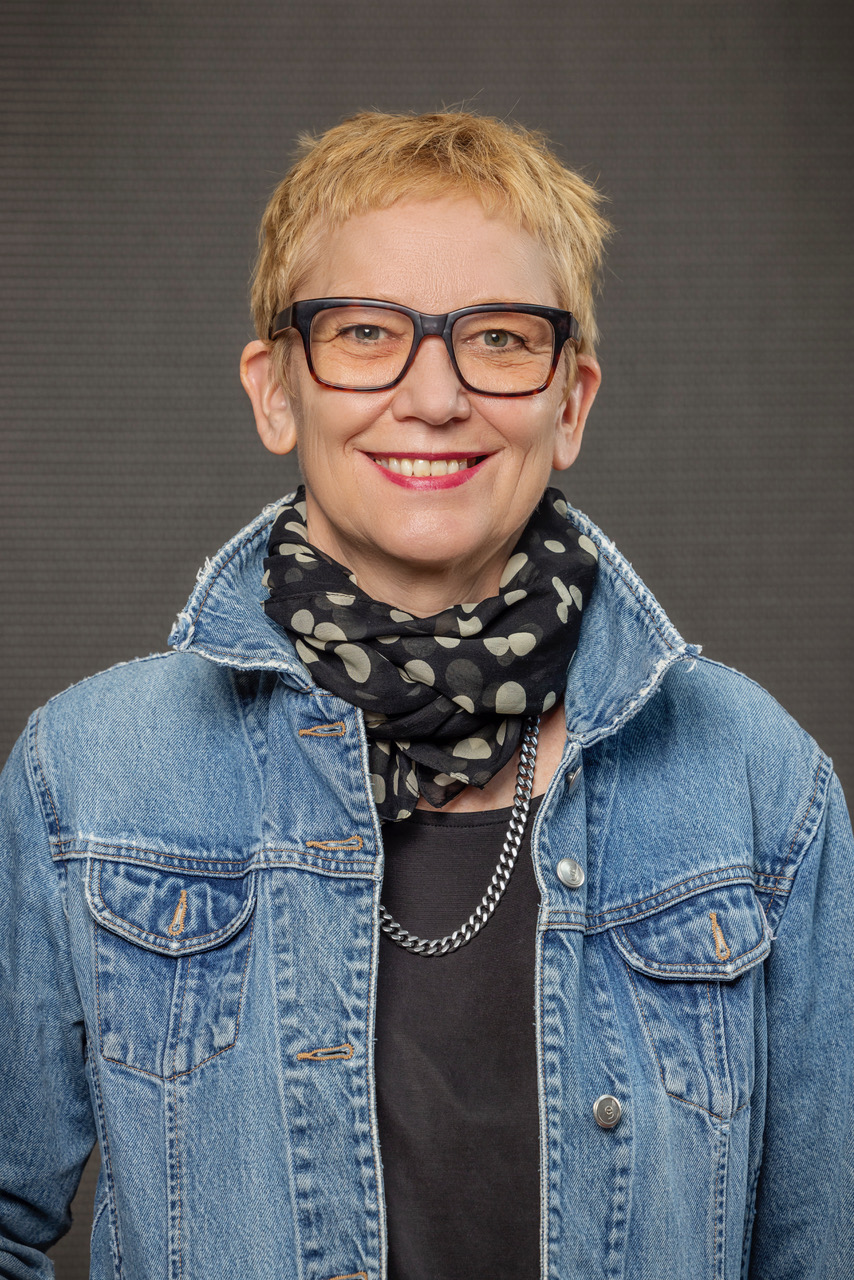
Stefanie Schulte Strathaus (2022)

Stefanie Schulte Strathaus (* 1969 bei Frankfurt am Main) ist eine deutsche Filmkuratorin und künstlerische Leiterin des Arsenal – Institut für Film und Videokunst e. V. Zusammen mit Anna Mallmann als kaufmännischer Leitung bildet sie den Vorstand des Vereins. Von 2006 bis 2021 war sie Gründungsleiterin des Forum Expanded der Berlinale. Sie hat Filmprogramme, Retrospektiven und Ausstellungen entwickelt und kuratiert.

## Wirken
Parallel zum Studium der Philosophie, Germanistik und Theaterwissenschaft in Köln und Berlin nahm sie gemeinsam mit der feministischen Projektgruppe „Übung am Phantom“ an Ausstellungen und Veranstaltungen teil. 1991 nahm sie bei den Freunden der Kinemathek ihre Arbeit auf, ab 1994 als Programmleiterin des Kinos Arsenal. Zusammen mit Birgit Kohler und Milena Gregor stand sie ab 2004 dem Verein vor. Die Umbenennung in Arsenal – Institut für Film und Videokunst wurde 2008 vorgenommen. Im Mai 2022 übernimmt sie die künstlerische Leitung und bildet zusammen mit Anna Mallmann als kaufmännischer Leitung den Vorstand des Arsenal. Von 2001 bis 2019 war sie Mitglied des Auswahlkomitees des Berlinale Forums und von 2006 bis 2021 Gründungsleiterin des Forum Expanded. Ihre Arbeitsschwerpunkte sind die Erweiterung des Kinoraums sowie transnationale und dekoloniale Archivarbeit.

## Projekte
Von 2010 bis 2013 konzipierte und leitete sie das Projekt „Living Archive – Archivarbeit als künstlerische und kuratorische Praxis der Gegenwart“, das durch den Umzug des Arsenal Filmarchivs ins silent green Kulturquartier im November 2015 als „Living Archive“ verstetigt werden konnte. Zu den Nachfolgeprojekten gehörte von 2017 bis 2021 das kollaborative Projekt „Archive außer sich“, eine Kooperation des Arsenal mit dem Haus der Kulturen der Welt unter Teilnahme von silent green Film Feld Forschung, Harun Farocki Institut, SAVVY Contemporary, pong film, Internationale Kurzfilmtage Oberhausen und dem Masterstudiengang „Filmkultur: Archivierung, Programmierung, Präsentation“ an der Goethe-Universität Frankfurt. 2021 initiierte sie erstmals das im Zweijahresrhythmus stattfindende Festival Archival Assembly. Im Rahmen transnationaler Archivprojekte des Arsenal liegen ihre Arbeitsschwerpunkte u. a. in Kairo, Ägypten und Jos, Nigeria.

### Berlinale
Von 2001 bis 2019 war sie Mitglied des Auswahlkomitees des Berlinale Forum, das vom Arsenal als Teil der Berlinale ausgerichtet wird. 2019 übernahm sie gemeinsam mit Birgit Kohler und Milena Gregor für ein Jahr kommissarisch die Leitung. Zusammen mit Anselm Franke gründete sie 2006 das Forum Expanded, das sie bis 2021 auch leitete. Als Nachfolger wurden Ulrich Ziemons (seit 2012 Mitglied im Auswahlteam) und die Künstlerin und Kuratorin Ala Younis präsentiert.

### Beirat
Schulte Strathaus ist Mitglied der Institutsräte des Harun Farocki Institut und des Masterprogramms Film Culture an der University in Jos/Nigeria.

## Kuratierte Programme und Ausstellungen
- 1997: mit Blickpilotin e.V., „es kommt drauf an, sie zu verändern“ – Feministische Filmfestivals in Europa von 1973 bis 1997 (Kino Arsenal)[9]
- 2006: mit Florian Wüst, Wer sagt denn, dass Beton nicht brennt, hast Du’s probiert? Film im West-Berlin der 80er Jahre (Kino Arsenal)[10]
- 2009: mit Susanne Sachsse und Marc Siegel, Live Film! Jack Smith! Five Flaming Days in a Rented World (Kino Arsenal / Hebbel am Ufer)[11]
- 2012: mit Heinz Emigholz, Think:Film. International Experimental Cinema Congress (Arsenal und Akademie der Künste)[12]
- 2014: mit Bettina Steinbrügge, A Paradise Built in Hell (Kunstverein Hamburg)[13]
- 2018: mit Antonia Alampi, Carles Guerra, Tom Holert, Doreen Mende, Bonaventure Soh Bejeng (Leitung: Marius Babias und Antje Ehmann), Harun Farocki Retrospektive (n.b.k. und Arsenal)[14]
- 2018: From Behind the Screen (Cimatheque – Alternative Film Centre, Goethe-Institut, Medrar for Contemporary Art) im Rahmen der Veranstaltungsreihe Tashweesh (Leitung: Johanna Keller, Goethe-Institut Kairo)[15]
- 2021: Mit Bettina Ellerkamp und Jörg Heitmann: The Garden. Kinematografien der Erde (silent green und Arsenal)[16]
- 2021: Mit Maha Maamoun, Ala Younis, Markus Ruff: Archival Assembly #1 (Arsenal, SAVVY Contemporary, SİNEMA TRANSTOPIA, Haus der Kulturen der Welt)[17]

## Publikationen

### Herausgeberschaften
- mit Sabine Nessel und Heide Schlüpmann: Kinemathekheft Nr. 93: „Germaine Dulac“ Berlin: Freunde der Deutschen Kinemathek, 2002, ISBN 3-927876-17-8.
- The Memo Book: Filme, Videos und Installationen von Matthias Müller. Verlag Vorwerk 8, Berlin 2005, ISBN 978-3-930916-76-4.
- Die Urszene. Christine Noll Brinckmann. Filme und Texte: The Primal Scene. Christine Noll Brinckmann. Films and Texts. Arsenal, Berlin 2008, ISBN 978-3-927876-25-5.
- Living Archive – Archivarbeit als künstlerische und kuratorische Praxis der Gegenwart, Berlin: arsenal edition & b_books, 2013, ISBN 978-3-942214-14-8.
- mit Florian Wüst: Wer sagt denn, dass Beton nicht brennt, hast Du’s probiert? Film im West-Berlin der 80er Jahre. b-books, Berlin 2014, ISBN 978-3-933557-90-2.

### Essays
- Die Kairo-Decke. In: Thomas Wörtche und Merle Krüger (Hrsg.): Die Experten. Suhrkamp Verlag, Berlin 2021, ISBN 978-3-518-46997-2.
- Andere Filme anders zeigen. Kino als Resultat filmischen Denkens. In: Heike Klippel (Hg.): The Art of Programming. Film, Programm und Kontext. Medien'Welten, Braunschweiger Schriften zur Medienkultur, Band 7, Lit Verlag Münster / Hamburg / Berlin / London, 2008, ISBN 978-3-8258-1323-9. doi:10.25969/mediarep/1174